# In China ist ein Sack Reis umgefallen
Die Redewendung „In China (oder Peking) ist ein Sack Reis (oder Fahrrad) umgefallen“ ist eine Metapher für ein unwichtiges Ereignis. Mit dieser scherzhaft-abfällig verwendeten Floskel signalisiert der Sprecher die von ihm empfundene Bedeutungslosigkeit eines Themas.

## Zitate
- „Ob man mit dem HSV zusammenarbeiten will, oder in China fällt ein Sack Reis um …“ (1980)[2]
- Fußballnationaltrainer Franz Beckenbauer sagte 1986: „Was ihr Journalisten schreibt, interessiert mich soviel, als wenn in Peking ein Radl umfällt.“[3] (Die Redewendung stammt aus Zeiten, als der Verkehr in Peking überwiegend aus Radfahrern bestand)
- Matthias Platzeck in einem Interview 2008: „Ob wir in Brandenburg unsere beiden Kraftwerke Jänschwalde und Schwarze Pumpe schließen, hat auf das Weltklima ungefähr soviel Auswirkungen, als ob in China ein Sack Reis umfällt.“[4]

## Buchtitel
- Wiglaf Droste: Will denn in China gar kein Sack Reis mehr umfallen? Reclam, Stuttgart 2009, ISBN 978-3-15-020177-0.